# Thyroglutus astutus
Thyroglutus astutus är en mångfotingart som beskrevs av Carl Graf Attems 1936. Thyroglutus astutus ingår i släktet Thyroglutus och familjen Harpagophoridae. Inga underarter finns listade i Catalogue of Life.